# Scott Caan
Pour les articles homonymes, voir Caan.
 (décembre 2013).
Si vous disposez d'ouvrages ou d'articles de référence ou si vous connaissez des sites web de qualité traitant du thème abordé ici, merci de compléter l'article en donnant les références utiles à sa vérifiabilité et en les liant à la section « Notes et références ».
Scott Andrew Caan, né Scott Caan, le 23 août 1976 à Los Angeles, en Californie, aux (États-Unis), est un acteur, réalisateur, scénariste et ancien rappeur américain.

## Biographie

### Jeunesse
Scott Andrew Caan est né le 23 août 1976 à Los Angeles, en Californie.
Il est le fils de l'acteur James Caan et de Sheila Ryan ; il a une demi-sœur plus âgée que lui, nommée Tara et 3 demi-frères plus jeunes : Alexander James Caan (né en 1991), Jacob Nicolas Caan (né en 1995) et James Arthur Caan (né le 1er janvier 1998).

### Vie privée
Il est marié à Kacy Byxbee (née en 1981) et ils ont ensemble une fille : Josie James Caan née le 9 juillet 2014

### Parcours
Scott Caan s'est tout d'abord essayé au rap. En effet, il a grandi à Beverly Hills où il rencontra Alan Maman, plus connu aujourd'hui sous le nom de The Alchemist. Ils se renomment alors respectivement Mad Skillz et Mudfoot et forment alors le groupe The Whooliganz en 1991. Ils enregistreront notamment l'album Make Way for the W deux ans plus tard.
Scott décida quelques années plus tard de suivre les pas de son père, quant à Alan, il commença à se faire un nom en solo comme producteur et DJ de hip-hop et travailla par la suite pour Eminem et Mobb Deep[source secondaire nécessaire].

### Carrière
À partir de 2010, il est Danny Williams, l'un des personnages principaux de Hawaï 5-0, remake de Hawaï police d'État qui accède à une notoriété.
Lors du Chaplin Award de mai 2014, son père, James Caan a annoncé que Scott et sa compagne Kacy attendaient leur premier enfant. Le 9 juillet 2014, Scott devient père d'une fille nommée Josie James Caan.

## Filmographie

### Comme acteur
- 1995 : Aaron Gillespie Will Make You a Star de Massimo Mazzucco : Sean
- 1996 : La Haine au cœur (A Boy Called Hate) de Mitch Marcus : Hate
- 1996 : Last Resort de Lyman Dayton : Strut
- 1997 : Bongwater de Richard Sears : Bobby
- 1997 : Nowhere de Gregg Araki : Ducky, Egg's Brother
- 1998 : Wild Horses de Soleil Moon Frye et Meeno Peluce (en)
- 1998 : Nowhere to Go de John Caire : Romeo
- 1998 : Ennemi d'État (Enemy of the State) de Tony Scott : Jones
- 1999 : American Boys (Varsity Blues) de Brian Robbins : Charlie Tweeder
- 1999 : Saturn de Robert Schmidt : Drew
- 1999 : Black and White de James Toback : Scotty
- 2000 : Les Initiés (Boiler Room) de Ben Younger : Richie O'Flaherty
- 2000 : Ça va brasser ! (Ready to Rumble) de Ben Younger : Sean Dawkins
- 2000 : 60 secondes chrono (Gone in Sixty Seconds) de Dominic Sena : Tumbler
- 2001 : American Outlaws de Les Mayfield : Cole Younger
- 2001 : Novocaïne (Novocaine) de David Atkins : Duane Ivey
- 2001 : Ocean's Eleven de Steven Soderbergh : Turk Malloy
- 2002 : You Always Stalk the Ones You Love de Mark Atienza : Scott
- 2002 : Sonny de Nicolas Cage : Jesse
- 2002 : Life Makes Sense If You're Famous : Hayden Field
- 2003 : Essentially Naked (vidéo) : Sean Dawkins (segment We're Not Gonna Take It)
- 2003 : Dallas 362 de lui-même : Dallas
- 2004 : Entre les mains de l'ennemi (In Enemy Hands) de Tony Giglio : U.S.S. Swordfish: Lt. Cmdr. Randall Sullivan
- 2004 : Ocean's Twelve (Ocean's Twelve - Le Retour de Danny Ocean) de Steven Soderbergh : Turk Malloy
- 2005 : Bleu d'enfer (Into the Blue) de John Stockwell : Bryce
- 2006 : Friends with Money de Nicole Holofcener : Mike
- 2006 : Cœurs perdus (Lonely Hearts) de Todd Robinson : Detective Reilly
- 2006 : Brooklyn Rules de Michael Corrente
- 2007 : Ocean's Thirteen de Steven Soderbergh : Turk Malloy
- 2007 : Stories USA (segment Life Makes Sense When You Are Famous) : Hayden Field
- 2008 : Appelez-moi Dave (Meet Dave), de Brian Robbins : Dooley
- 2009 : Cop House de Brett Ratner : Brian Ford
- 2009 : Hot Babes de Christian Forte
- 2009 : Mercy (de), de Patrick Hoelck (en) : Johnny Ryan
- 2010 : A Beginner's Guide to Endings (en) de Jonathan Sobol (en) : Cal White
- 2010-2011 : Entourage (série TV) : Scott Lavin
- 2010-2020 : Hawaï 5-0 (série TV) : Lieutenant Danny « Danno » Williams
- 2012 : NCIS : Los Angeles : Lieutenant Daniel « Danny Danno » Williams
- 2013 : 3 Geezers! (en) de Michelle Schumacher : Scott
- 2015 : Entourage de Doug Ellin : Scott Lavin
- 2015 : Rock the Kasbah de Barry Levinson : Jake
- 2022 : Un jour en tant que lion (One day as a Lion) de John Swab (en) : Jackie Powers
- 2023-2024 : Alert (série TV) : Jason Grant
- 2026 : The Adventures of Cliff Booth de David Fincher

### Comme réalisateur
- 2003 : Dallas 362

### Comme scénariste
- 2003 : Dallas 362
- 2009 : Mercy (en)

## Distinctions

### Nominations
- Golden Globes 2011 :  Meilleur acteur dans un second rôle dans une série, une mini-série ou un téléfilm pour Hawaï 5-0

## Voix françaises
En France
| - Jérôme Pauwels dans : - Friends with Money - Ocean's Thirteen - Entourage (série télévisée) - NCIS : Los Angeles (série télévisée) - Hawaii 5-0 (série télévisée) - Alert (série télévisée) - Lionel Melet dans : - Ocean's Eleven - Ocean's Twelve - Bleu d'enfer | Et aussi - Alexandre Gillet dans La Haine au cœur - Tanguy Goasdoué dans Ennemi d'État - Emmanuel Karsen dans American Boys - David Krüger dans 60 secondes chrono - Alexandre Zambeaux dans U-Boat : Entre les mains de l'ennemi - Thierry Ragueneau dans Cœurs perdus - Jean-Pierre Michaël dans The Dog Problem (en) - Bruno Mullenaerts dans Hot Babes - Luc Boulad dans Appelez-moi Dave - Guillaume Lebon dans Vice Principals (série télévisée) |